# Lukács József (villamosmérnök)
Lukács József (Budapest, 1925. július 11. – 2017. július 25.) Kossuth-díjas magyar villamosmérnök, az MTA tagja.

## Élete
A középiskolát a Trefort Gimnáziumban végezte. 1943-ban iratkozott be a Budapesti Műszaki Egyetem gépészmérnöki karára. 1948-ban kapta meg „B” tagozatos (villamos) diplomáját, kitűnő minősítéssel.
1948–1949 között a Ganz Villamossági Gyár Kutató és Kísérleti osztályán dolgozott, az időszakot követően pedig az osztályból alakított Villamosipari Kutató Intézetben (VKI). 1949-ben "Sub Laurea" aranygyűrűvel a BME műszaki doktorátusát, 1957-ben kandidátusi, 1967-ben a műszaki tudományok doktori fokozatát szerezte meg.
A VKI-ban kezdetben kutatómérnökként alkalmazták, majd osztály-, illetve főosztályvezető lett. 1968-tól mint igazgató vezeti a magyar erősáramú ipar e központi kutatóbázisát.
Szűkebb szakterületén – a félvezető-technológiában – több tanulmányutat is tett. A Szovjetunióban 9 hónapot, az USA-ban egy évet töltött, emellett Csehszlovákiában, Lengyelországban, Angliában, Franciaországban és Németországban is megfordult.
Az iparban végzett munkájáért két alkalommal is elnyerte „a Kohó- és Gépipar Kiváló Dolgozója” címet, megkapta a Munka Érdemrend bronz fokozatát és a Kossuth-díj ezüst fokozatát is. 1971-ben Zipernowsky-díjat nyert az erősáramú elektronika területén kifejtett műszaki irodalmi munkájáért.

## Műszaki pályája
Pályája kezdetén mint a Ganz Villamossági Gyár mérnöke számos technológiai feladatot sikerrel old meg. Kiemelhető a MÁV V55 villamosmozdony folyadékhűtése, a rétegelt csillám (mika) bázisú szigetelőanyagok hővezetésének vizsgálata nyomás alatt, a nagyfeszültségű papírszigetelések éves öregedése 80 °C-on olajban, nagyáramú impulzushegesztés problémái, Impalla-rendszer kidolgozása, nemlineáris ellenállások gyártástechnológiája.
1957-ben kezdett foglalkozni germánium teljesítménydiódák kifejlesztésével. Ezt követte 1959–1963 között az ötvözött szilíciumdiódasorozat kidolgozása 150 amper áramerősségig, amelyeket a kor 3000 lóerős, diódás mozdonyaiba kerültek beépítésre. Kidolgozta az elektrotechnikai, alumíniummal adalékolt szilíciumkarbidot, valamint a szilícium, szilícium-karbid heteroátmeneteket. Irányítása alatt jött létre 1962–1968 között a magyar tirisztorsorozat 250 A-es terhelhetőségig. 1960-1965 között a magyar GTL túlfeszültség levezetősorozat (6 kV-tól 220 kV-ig) kidolgozásában vett részt, főként a „contrapolar” szikraközök megalkotásával. A bizmut-tellurid hűtőelemek kidolgozásában, valamint a germánium-szilícium termogenerátorok létrehozásában is jelentős munkát végzett.
Az USA-ban folytatott kísérleti munkája során termoinduktív generátort valósított meg. A hetvenes évek elejétől a hővillamos közvetlen energiaátalakítással foglalkozott, illetve komoly eredményeket ért el az úgynevezett kontrollált égés kutatásában. Részt vesz karbonátolvadékos tüzelőanyagcellák (Molten Carbonate Fuel Cell, MCFC) fejlesztésében.

## Oktatóként
Az erősáramú mérnökök képzésében 1947-től vesz részt. Kezdetben mint a BME Fizikai Intézetének tanársegédje, majd az 1950-es évek közepétől mint meghívott előadó. Tanársegédként mérési gyakorlatokat vezetett, előadóként a Fizika I–II. tárgyakat adta elő. 1972-től a 2000-es évek elejéig a Közvetlen energiaátalakítók tárgy előadója volt.